# Innicheni apátság
Az Innicheni apátság (németül: Stift Innichen) egykori bencés kolostor Észak-Olaszországban, Dél-Tirolban, Innichen (olaszul: San Candido) településén. A 8. században alapították, a Szent Kandídusz tiszteletére szentelt társaskáptalani templomát a 12–13. században építették újjá. A legjelentősebb román stílusú templomnak számít Tirolban és a Keleti-Alpokban. A kolostorhoz ma is hozzátartozik a megmaradt kolostortemplom, amelyet Szent Kandídusz és Szent Korbinianusz tiszteletére szenteltek, valamint a kolostori épületegyüttes, többek között a régi káptalanház. Ebben kapott helyet a kolostori múzeum is, mielőtt azt átköltöztették a közeli Peter-Paul-Rainer utca 19. szám alá.

## Története
A komplexum eredeti magja 769-ben jött létre, amikor III. Tasziló bajor herceg kiterjedt birtokokat adományozott Atto scharnitzi apátnak a Puster-völgyben – a mai Welsbergnél található Gsieser Bach-tól kelet felé a Dráva mentén egészen Anrasig terjedően. Ezt a területet „India”-nak nevezték, és azzal a feltétellel adományozták, hogy Atto itt bencés kolostort alapít a Karantánia fejedelemség területén letelepedett pogány szlávok megtérítésére.
Amikor Atto 783-ban freisingi püspök lett, Innichent beemelte püspöki területei közé. Az eredeti kolostorépületből azonban máig nem kerültek elő bizonyítható maradványok.
Amikor a kolostort társaskáptalanná alakították, a templomot teljesen újjáépítették 1140 körül. Ebből az épületből ma is fennmaradtak a külső falak, oszlopok, apszisok és a kripta. Egy második újjáépítésre 1240 körül került sor, ekkor készült el a kripta és a hajó boltozata, a kereszthajó, valamint a kereszteződés fölötti kupola, benne a Teremtés történetét ábrázoló freskóciklussal. A kész templomot 1284-ben szentelték fel Szent Kandídusz és Szent Korbinianusz tiszteletére – utóbbi a freisingi egyházmegye védőszentje volt, amelyhez az apátság ekkor még tartozott. A nagyméretű harangtorony később, 1323 és 1326 között épült.
Az épületen nem történt lényegi átalakítás. 1969-ben restaurálást végeztek rajta, melynek során eltávolították a kisebb, főként barokk kori toldalékokat, és különösen a kriptában található freskókat hozták újra napvilágra, melyeket korábban vakolat borított.

## Épület

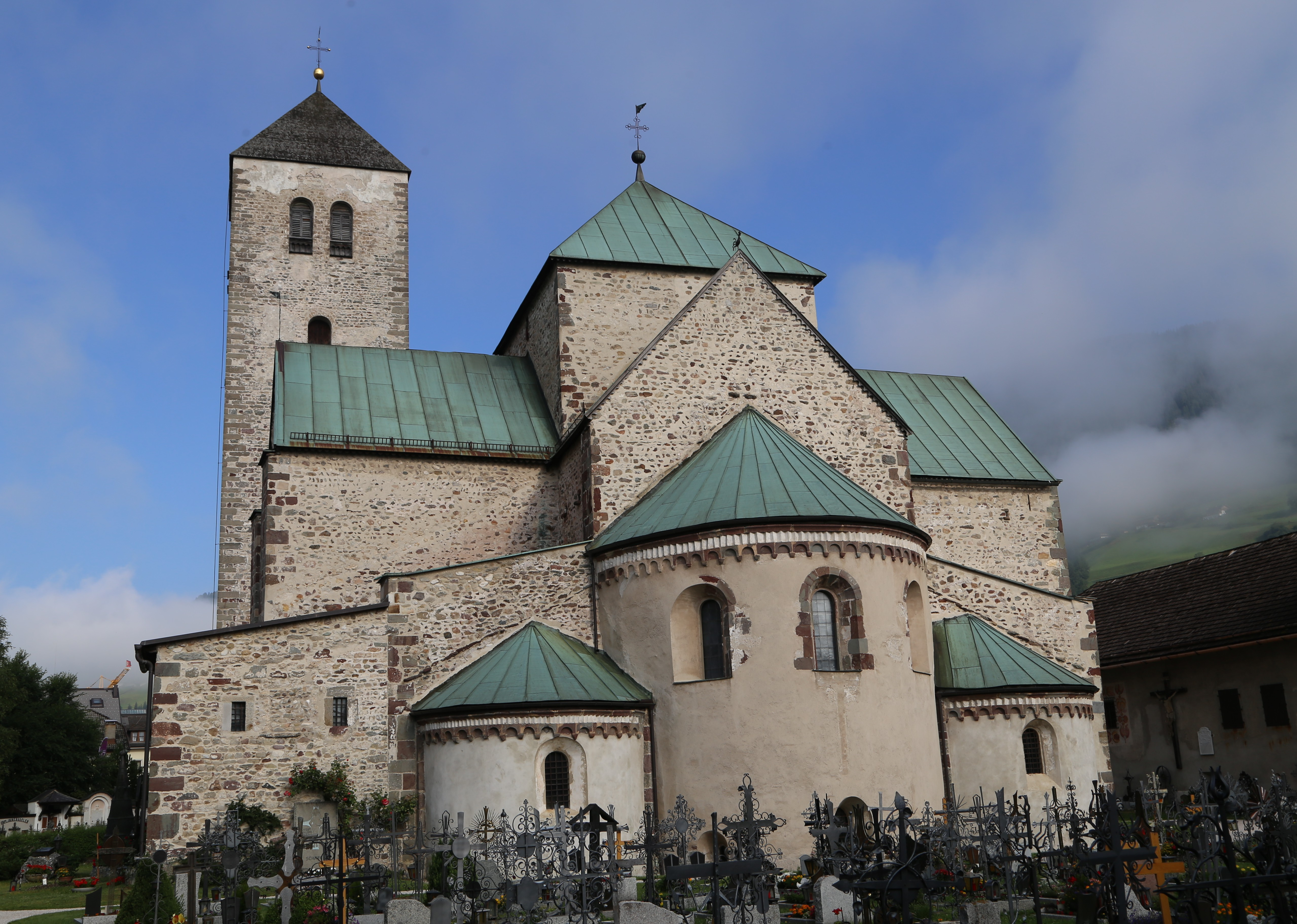
A szentély felől

### Külső
A templom homlokzata egyszerű, durván faragott kőtömbökből épült. A középső kapu fölött két kis osztott ablak látható, fölöttük egy keskeny párkány tagolja vízszintesen a homlokzatot, felette pedig egy rózsaablak helyezkedik el. A bal oldalon áll a tömör, szintén kőből készült harangtorony, amely négyzet alaprajzú: oldalait keskeny osztott ablakok sora díszíti, kivéve a felső szinteket, ahol nagyobb, egy- és kétosztatú ablakok találhatók. A torony csúcsát piramis alakú tető zárja le.
A hátsó rész jóval összetettebb. A kereszthajó mögött lefelé lépcsőzően sorakoznak az épülettömbök: először a szentély, majd a főhajó apszisa, az oldalhajók apszisainak teteje, végül maguk az apszisok. A bal oldalon egy különálló tömb a sekrestye. Az apszisok külső felülete lombard sávokkal díszített.
A jobb oldalon található egy pilaszterszerűen kialakított, 15. századi freskókkal díszített tabernákulum, valamint a társaskáptalani múzeum.

### Belső
A templom belső tere egy főhajóból és két mellékhajóból áll, utóbbiak alacsonyabbak a főhajónál. Az elrendezéshez tartozik még a kereszthajó, a szentély, valamint három apszis. A kereszteződés alatt található a kripta, ahol egy 13. századi fából készült szobor áll, amely a templom két védőszentjét ábrázolja. A kupolát a Teremtés történetét bemutató freskók díszítik, amelyek szintén a 13. században készültek.